# 8-ма танкова дивізія (СРСР)
8-ма танкова дивізія — військове з'єднання РСЧА у складі 4-го механізованого корпусу (4 МК) до та під час Німецько-радянської війни.

## Історія
8-ма танкова дивізія (8 ТД) була сформована в липні 1940 року на базі 24-ї легко-танкової бригади, 51-го та 54-го танкових батальйонів 10-ї танкової бригади, 220-го гаубичного артилерійського полку 7-ї стрілецької дивізії та 608 стрілецького полку 146-ї стрілецької дивізії. 8-й окремий зенітно-артилерійський дивізіон було переформовано з 269-го озад 49-го стрілецького корпусу.
З початком німецько-радянської війни, 8 ТД разом з частинами 4-го, пізніше 15-го МК брала участь у контрударах проти німецьких військ. За час боїв у кінці червня – першій половині липня 1941 року дивізія зазнала важких втрат – станом на 15 липня у ній залишилося 5 танків та 600 чоловік особового складу. В подальшому рештки дивізії (найбільш цінні танкові кадри, які не мали танків і використовувалися у боях, як стрілецькі підрозділи було відізвано у тил) включені у групу генерал-майора С. Я. Огурцова.
2 серпня 1941 року частина 8-ї танкової дивізії разом з командиром (так звана група Фотченкова) потрапила в Уманський котел. Командир 8-ї ТД полковник П. С. Фотченков був на чолі однієї із груп прориву в ніч з 5 на 6 серпня. Під час виходу з оточення останні кілька танків його групи було підбито, частині бійців та командирів вдалося вийти до військ РСЧА, проте доля самого командира дивізії і досі залишається невідомою.
В серпні 1941 року з частини танкістів дивізії, які були евакуйовані раніше, та техніки 32-ї танкової дивізії 8-ма ТД була відновлена відповідно до штату липня 1941 року. Новим її командиром став полковник Є. Г. Пушкіна. Вона участь в обороні міста Дніпропетровськ.
У вересні 1941 року на базі 8-ї ТД була сформована 130-та танкова бригада.

## Повна назва
8-ма танкова дивізія

## Підпорядкування
- Київський військовий округ, 4-й механізований корпус, (до 22 червня 1941)
- Південно-Західний фронт, 6-та армія, 4-й механізований корпус (22 червня – 24 червня 1941)
- Південно-Західний фронт, 6-та армія, 15-й механізований корпус (24 червня – 29 червня 1941)
- Південно-Західний фронт, 6-та армія, 4-й механізований корпус (29 червня – 15 липня 1941)
- Південно-Західний фронт, 6-та армія, група генерал-майора С. Я. Огурцова (15 липня – 24 липня 1941)
- Південно-Західний фронт, 6-та армія, група полковника П. С. Фотченков (24 липня – 25 липня 1941)
- Південний фронт, 6-та армія, група полковника П. С. Фотченкова (25 липня – 7 серпня 1941)

## Склад
- 15-й танковий полк
- 16-й танковий полк
- 8-й мотострілецький полк
- 8-й гаубичний артилерійський полк
- 8-й окремий зенітно-артилерійський дивізіон
- 8-й розвідувальний батальйон
- 8-й понтонно-мостовий батальйон
- 8-й ремонтно-відновлювальний батальйон
- 8-й окремий батальйон зв'язку
- 8-й медико-санітарний батальйон
- 8-й автотранспортний батальйон
- 8-й ремонтно-відновлювальний батальйон
- 8-ма рота регулювання
- 8-й польовий хлібозавод
- 238-ма польова поштова станція
- 299-та польова каса Держбанку

## Командири
- Комдив М. В. Фекленко
- Полковник П. С. Фотченков
- Полковник Є. Г. Пушкін